# I miracoli accadono ancora
 (août 2025).
Pour plus de détails, voir Fiche technique et Distribution.
I miracoli accadono ancora est un film italien réalisé par Giuseppe Maria Scotese et sorti en 1974.

## Synopsis
Le film présente l'histoire authentique de Juliane Koepcke, seule personne survivante des 92 passagers et membres d'équipage d'un crash survenu le 24 décembre 1971, quand le vol LANSA 508 s'est écrasé dans la forêt tropicale péruvienne.

## Distribution
- Susan Penhaligon : Juliane Koepcke
- Paul Müller : le père de Juliane
- Graziella Galvani : la mère de Juliane
- Clyde Peters
- Heinrich Maulhardt